# Tatsag rinpoche
De Tatsag rimpoche, officieel Kündeling Tatsag (Jetung) rimpoche is de titel van een invloedrijke Tibetaanse tulkulinie die aan het hoofd stond van het klooster Kündeling in de binnenstad van Lhasa.
De achtste en tiende lama waren regenten in historisch Tibet. Over de dertiende rinpoche bestaat een controverse om de identiteit.

## Overzicht
- 1. Baso Je Chökyi Gyaltsen
- 8 Tenpey Gönpo
- 10. Tatsag Ngawang Pälden
- 12. Lobsang Thubten Jigme Gyaltsen (?-1957)
- 13a. Lobsang Yeshi Jampäl Gyatso (Calcutta, 1959)
- 13b. Tenzin Chökyi Gyaltsen (Lhasa, 1983)